# Иосиф Исихаст
Ио́сиф Исиха́ст (также Ио́сиф Молча́льник, греч. Ιωσὴφ ὁ ῾Ησυχαστής, Ио́сиф Пеще́рник, греч. Ιωσήφ ο Σπηλαιώτης; в миру Франкискос Коттис, греч. Φραγκίσκος Κόττης; 12 февраля 1897, Левкес — 28 августа 1959, Афон, Айон-Орос) — афонский монах-старец, духовный наставник многих афонских монахов. С именами учеников Иосифа связано обновление 6 из 20 афонских монастырей и многих обителей за пределами Афона. Прославлен в лике святых преподобных Константинопольской православной церковью.

## Биография
Иосиф родился 12 февраля 1897 году в селении Левки на острове Парос. Он был третьим по порядку из семи детей в своей семье. Его отец Георгий Коттис умер в 1907 году и воспитанием детей занималась мать Мария. До подросткового возраста он оставался в деревне, помогая матери и своей семье на различных работах, чтобы иметь какие-то средства к существованию. Он ходил в школу до второго класса. Из-за сложного материального положения семьи он не окончил школу. В 1914 году он работал в Пирее, затем отслужил в армии и поселился в Афинах, где занимался торговлей. Из-за своего неполного образования он начал самостоятельно читать жития святых и подвижников, что вызывало у него особый энтузиазм. Этот энтузиазм он особенно практиковал в горах необитаемого тогда Пентели, где он не спал и пребывал с молитвой в пещерах или на деревьях, как это делали древние подвижники, будучи столпником. Затем он принял решение отправиться на гору Афон в монастырь. В 1921 году он раздал имущество бедным и ушел на Афон, чтобы стать монахом. Его первым местом на Святой Горе Афон был район Катунакия. Он остановился в монастыре под духовным руководством святого Даниила Катунакиотиса из Смирны. Но вскоре удалился по желанию старца Даниила, ибо желал чрезвычайной аскезы, тишины и уединения с целью внутренной молитвы.
Через год после того, как он приехал на гору Афон, в день Преображения Спасителя, который празднуется на вершине горы Афон, в одноименной часовне, он встретил своего более позднего верного соучредителя, отца Арсения, который уже был главным монахом монастыря Ставроникита. В поисках строгого и сдержанного опытного старца, который помог бы ему открыть для себя аскетическую христианскую жизнь, он отправился с о. Арсением к Святой келье Благовещения в Катунакии, в 1924 году, чтобы стать послушным двум старцам, отцу Ефрему и Иосифу, которые были братьями по плоти. 31 августа 1925 года в возрасте 28 лет он принял монашеский постриг с именем Иосиф. В середине 1928 года вместе с отцом Арсением решили переехать в более гористую и отдаленную местность, в скит Святого Василия. Примерно десять лет упорных духовных упражнений, поста и молитвы, а также со многими переживаниями божественной благодати, провёл монах Иосиф в скиту. В тот же период брат старца Иосифа, Николас Коттис, покинув мирскую жизнь, присоединился к окружению своего брата в качестве монаха с именем Афанасий.
В январе 1938 года несколько монахов вместе с отцом Иосифом отправились в скит Святой Анны, где они поселились в пещерах рядом с часовней Иоанна Предтечи.
Его первым послушником был кипрский монах Софроний, который во время своей великой схимы принял имя Иосиф, а затем служил духовным старцем Святого монастыря Ватопеди на горе Афон до своего Успения, 1 июля 2009 года. Другим послушником старца Иосифа был отец Ефрем, впоследствии старец Ефрем и настоятель Святого монастыря Филофея на горе Афон, основатель более 20 монастырей в Америке. В 1953 году монахи старца Иосифа поселились в Новом Афонском скиту, который был последним местом его земной жизни.
Его здоровье, ослабленное житейскими трудностями, привело к сердечной недостаточности. За месяц до своей блаженной кончины ему явилась Пресвятая Богородица и сообщила точное время окончания его земной жизни. 14 августа он присутствовал на Святом всенощном бдении в честь Успения Пресвятой Девы Марии по новому стилю, после принятия Святых Даров по окончании Божественной Литургии старец Иосиф испустил последний вздох. Он отошел ко Господу 15 августа 1959 года в Новом Афонском скиту, в каливе Благовещения Пресвятой Богородицы.
Его могила находится в часовне в Новом скиту горы Афон, недалеко от Башни Скита. Его святые мощи были обретены и хранятся в Ватопедском монастыре. Честная Глава Святого Старца хранится в монастыре Святого Антония в Аризоне.
20 октября 2019 года патриарх Константинопольский Варфоломей (патриарх Константинопольский) объявил о начале Константинопольским патриархатом процесса канонизации старца Иосифа.
9 марта 2020 года Синод Константинопольского патриархата принял официальное постановление о прославлении в лике святых афонских старцев Иосифа Исихаста, а также Ефрема и Даниила Катунакских.

## Труды
Его учение и духовная деятельность сохранились в 65 его письмах, опубликованных Святым монастырем Филофея, а также в ряде книг различных изданий. Период его пребывания на Афоне - это время отсутствия духовных наставников, которые могли бы научить умственной  молитве в отношении очищения сердца и ума от страстей.
Духовное возрождение горы Афон, а также многих женских монастырей в греческом регионе - заслуга старца Иосифа Исихаста.
- Monastic Wisdom: The Letters of Elder Joseph the Hesychast, by Elder Joseph the Hesychast, 1998. Published by St. Anthony’s Greek Orthodox Monastery, Arizona. ISBN 0-9667000-0-7 (HB), ISBN 0-9667000-1-5 (PB)
- Старец Иосиф Исихаст Полное собрание творений / Перевод с греч. и примечания архимандрита Симеона (Гагатика). — Москва, Ахтырка: Ахтырский Свято-Троицкий монастырь, 2016. — 496 с. — ISBN 978-966-2503-29-6